# Gleyson Ribeiro Alves
Gleyson Ribeiro Alves (Ipatinga, 29 de abril de 1973) é um judoca brasileiro da categoria ligeiro (até 60 quilos). Em Ipatinga atuou pelo clube Usipa que também revelou atletas como Mancini e Kerlon Moura Souza para o futebol e Edilene Andrade para o judô.
Gleyson é hexacampeão mundial master e disputou o primeiro Jogos Mundiais Militares, ficando na terceira colocação e sendo um dos destaques do Brasil, já que este conquistou apenas três medalhas (uma de prata e duas de bronze).
| Tours, France 2006         | 1º lugar |                            |          |
| São Paulo, Brasil 2007     | 1º lugar |                            |          |
| Bruxelas, Bélgica 2008     | 1º lugar |                            |          |
| Sindelfigen, Alemanha 2009 | 1º lugar |                            |          |
| Budapeste, Hungria 2010    | 1º lugar |                            |          |
| Frankfurt, Alemanha 2011   | 1º lugar | Miami, Estados Unidos 2012 | 2º lugar |
| Amsterdã, Holanda 2015     | 1° lugar |                            |          |